# 桑德拉·施米勒
桑德拉·施米勒（英語：Sandra Schmirler，1963年6月11日—2000年3月2日），加拿大女子冰壶运动员。她曾代表加拿大获得1998年冬季奥运会女子冰壶比赛金牌。她也曾三次获得世界女子冰壶锦标赛冠军。